# Mehmet Hilmi Güler

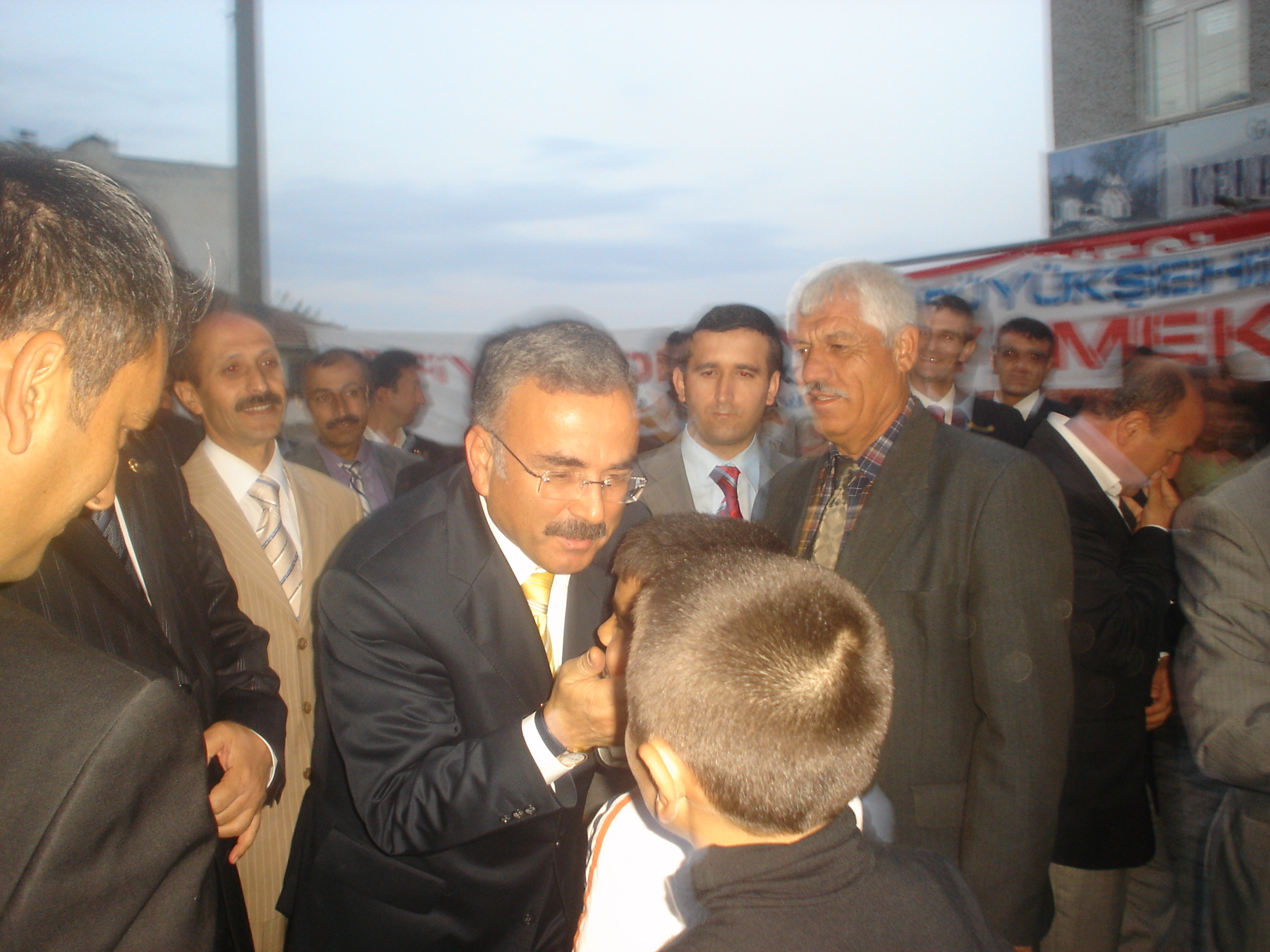
Güler auf einer Veranstaltung

Mehmet Hilmi Güler (* 15. Juli 1949 in Altınordu) ist ein türkischer Wissenschaftler, Politiker und ehemaliger Minister für Energie und Natürliche Ressourcen.
Er absolvierte die Technische Universität des Nahen Ostens (ODTÜ) (Bereich Metallurgieingenieurwissenschaften) in Ankara, schrieb dort seine Doktorarbeit und war an der ÖDTÜ im Bereich Maschinenbauingenieurwesen als Assistent und Lehrkörper tätig. Güler war im türkischen Luft- und Raumfahrtkonzern TUSAŞ als Projektingenieur und Gruppenleiter beschäftigt. Er war stellvertretender Präsident des Forschungsinstituts für Wissenschaft und Technik der Türkei (TÜBİTAK), Generaldirektor des Rates der Maschinen- und Chemieindustrie, Generaldirektor der Etibank, Oberstaatssekretär des Ministerpräsidialbüros, Vorstandsmitglied im Stahlkonzern Erdemir sowie Vorstandsmitglied des Istanbuler Erdgasverteilungsunternehmens İGDAŞ.
Hilmi Güler ist Gründungsmitglied der Gerechtigkeits- und Aufschwungpartei (AKP). Güler war Abgeordneter für die Provinz Ordu in der 22. Legislaturperiode (14. Oktober 2002 bis 22. Juli 2007) der Großen Nationalversammlung. In der 58. Regierung (Kabinett Gül) und in der 59. Regierung (I. Erdoğan-Kabinett) war er Minister für Energie und Natürliche Ressourcen.
Güler war seit dem 29. August 2007 Mitglied des II. Kabinetts der AKP-Regierung unter Recep Tayyip Erdoğan, in welchem er zum dritten Mal in Folge Minister für Energie und Natürliche Ressourcen war. Am 1. Mai 2009 übergab er im Rahmen einer umfassenden Kabinettsumbildung sein Amt an seinen Parteifreund Taner Yıldız.
Hilmi Güler spricht sehr gut Englisch, ist verheiratet und Vater von zwei Kindern.